# Guatteria columbiana
Guatteria columbiana är en kirimojaväxtart som beskrevs av Robert Elias Fries. Guatteria columbiana ingår i släktet Guatteria och familjen kirimojaväxter. Inga underarter finns listade i Catalogue of Life.